# Gnophos kollmorgeni
Gnophos kollmorgeni är en fjärilsart som beskrevs av Karl Schawerda 1932. Gnophos kollmorgeni ingår i släktet Gnophos och familjen mätare. Inga underarter finns listade i Catalogue of Life.